# National Hot Rod Association

Das aktuelle Logo der National Hot Rod Association

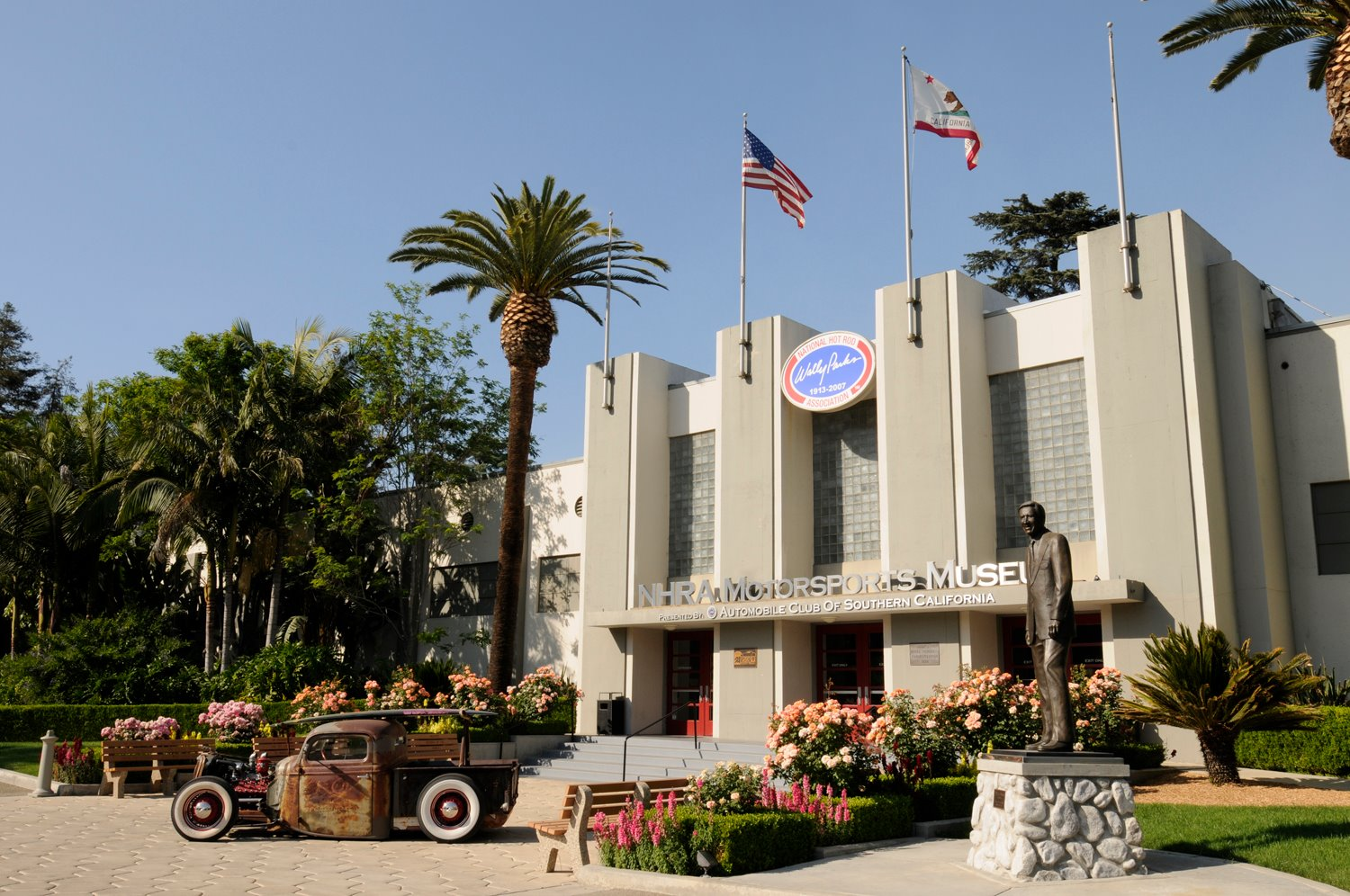
Das NHRA Motorsports Museum in Pomona (Kalifornien)

Die National Hot Rod Association (NHRA) (dt. Nationaler Hot Rod Verband) ist die größte Vereinigung im Drag Racing, die ein detailliertes Regelwerk, sowohl technisch als auch organisatorisch, für diesen Motorsport festlegt und herausgibt und Veranstaltungen bzw. Rennserien in den USA und Kanada durchführt. In diesem Verband sind etwa 40.000 Fahrer in verschiedenen „Divisions“ organisiert, womit die NHRA laut Eigenaussage die größte Motorsportorganisation der Welt ist. Daneben gibt es noch die bedeutend kleineren Verbände AHRA (American Hot Rod Association), IHRA (International Hot Rod Association) und ADRL (American Drag Racing League).

## Geschichte

### Gründung

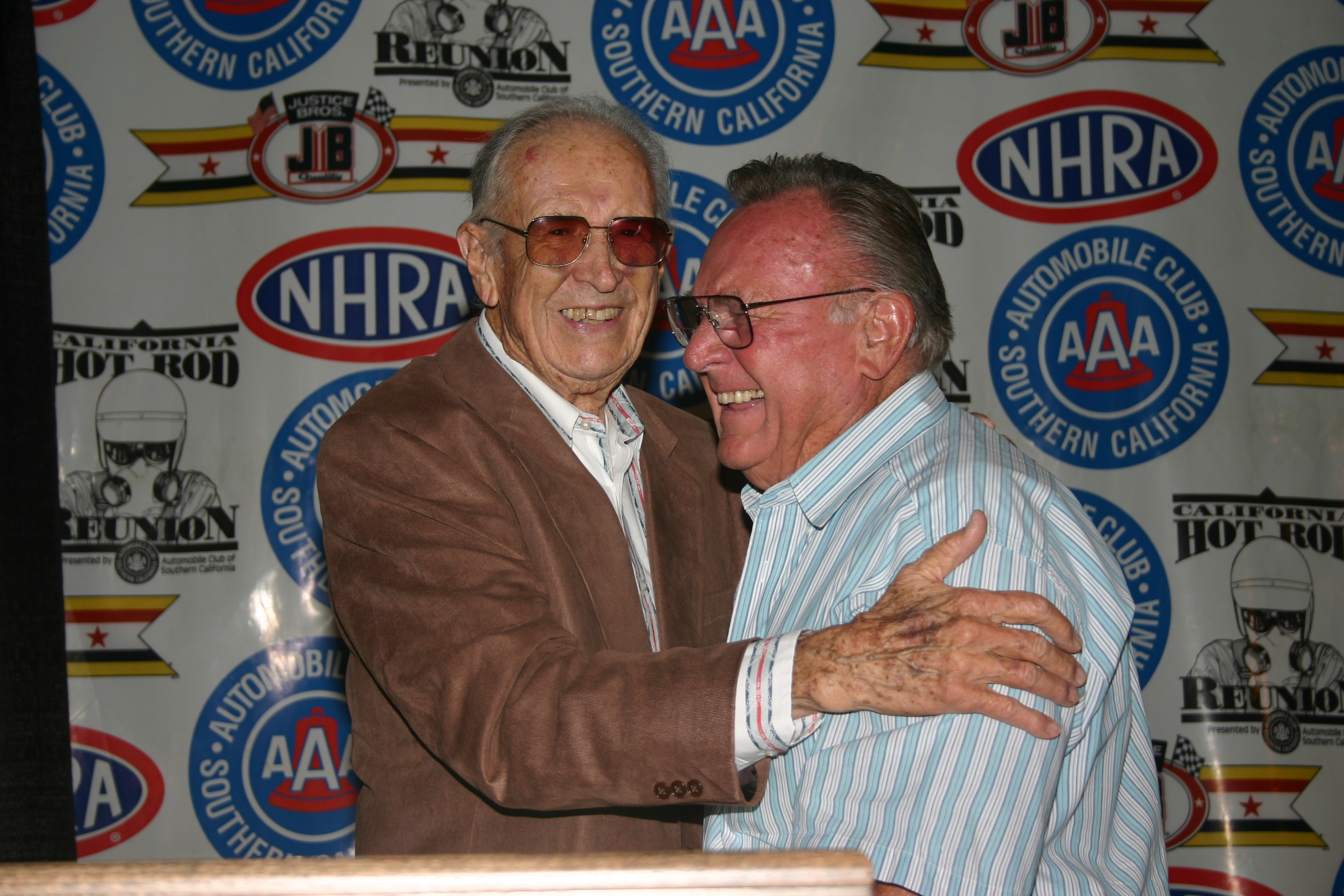
Wally Parks (L) und Art Chrisman (R)

Diese alten Versionen des Logos verdeutlichen die Entwicklung der NHRA: Beim oberen Logo (frühe 1960er) liegt die Hauptaussage noch auf der „Sicherheit“ (Drag- und Safety Safari). Beim unteren Logo (Mitte der 1970er) steht (nach der Etablierung des Sports) das „Championship Drag Racing“ im Vordergrund.

Die NHRA wurde im Mai 1951 in Kalifornien von Wally Parks, dem Herausgeber des in den USA überaus populären „Hot Rod Magazine“ und selbst Rennfahrer, gegründet, um „Sicherheit, Sportlichkeit und Gemeinschaft unter Hot Roddern zu fördern“. Der Verein hatte nach seinem ersten Jahr rund 25.000 Mitglieder; innerhalb von sechs Jahren wuchs diese Zahl auf mehr als 57.000 Mitglieder und die NHRA wurde ein leistungsfähiges Instrument für die Organisation, Förderung und vor allem Weiterentwicklung des in dieser Zeit besonders unter Jugendlichen aufkommenden „Drag Racings“, das damals aus hochgefährlichen „Von-Ampel-zu-Ampel-Rennen“ bestand, die auf öffentlichen Straßen stattfanden.
Das Hot Rod Magazine und die NHRA arbeiteten eng zusammen, um die breite Öffentlichkeit und insbesondere die Polizei davon zu überzeugen, dass es einen Unterschied zwischen Hot Roddern und rücksichtslosen Straßenrennfahrern gab. Sie förderten die Einbeziehung von Erwachsenen wie „auto shop teachers“ (den Werklehrern an den Highschools, wo das „Autobasteln“ in AGs angeboten wurde) und Werkstattbesitzern. Die Bemühungen der NHRA, das Image des Hot Rodders zu verbessern, umfassten sogar eine Reihe von Kurzfilmen wie zum Beispiel The Cool Hot Rod (1953), in denen „ein krimineller Teenager erfährt, dass ein rücksichtsloses Kid in einem alten Schrotthaufen überhaupt kein Hot Rodder ist.“
Eines der absoluten Hauptanliegen dieser Kooperation war es, „die Leute von der Straße zu kriegen.“ Das erste Rennen der NHRA (die sogenannten „Nationals“) wurden 1955 in Great Bend, Kansas, veranstaltet, typisch für diese Zeit auf einem im Zweiten Weltkrieg errichteten Trainingsflugplatz.

### Safety Safari
1954 startete Wally Parks eine Initiative mit dem Namen „Drag Safari“, die Drag Racing als neu aufkommenden, ernstzunehmenden Motorsport bekannt machen sollte. Zunächst fuhren vier Mitarbeiter (Bud Coons, Bud Evans, Eric Rickman and Chic Cannon) in einem Caravan mit Wohnwagen über Land, um interessierten Fahrern, potentiellen Veranstaltern und auch Fans einen ersten Überblick zu geben. Neben praktischen Informationen zur Durchführung von Rennen, dem Regelwerk wie zum Beispiel Klasseneinteilung oder technische Abnahme boten sie auch Equipment wie eine Zeitmessanlage, ein kleines PA-System oder ein Stromaggregat zum Verleih an. Die letzte Tour der „Drag Safari“ fand 1956 statt, nachdem sich der Sport bis dahin etabliert hatte und gut organisiert war.
In den 1960er Jahren änderte man den Namen in „Safety Safari“ und verlegte den Schwerpunkt auf Schulungen im Bereich Sicherheit (Bergung und medizinische Erstversorgung) und Streckenpräparation (Beseitigen von Trümmern und Wiederaufbereitung der Strecke, zum Beispiel nach Ölverlust).
Heute ist das Projekt ein essenzieller Bestandteil sämtlicher NHRA-Veranstaltungen: Eine Safety Safari-Crew kommt bis zu einer Woche vor Veranstaltungsbeginn an die Strecke, um sie vorzubereiten. Die Arbeiter verwenden Handschaber, Lötlampen, eine am Traktor montierte Kehrmaschine und eine große Staubsauger-Kehrmaschine, um überschüssigen Gummi zu entfernen und die Oberfläche zu optimieren. Der letzte Schritt ist das Aufsprühen einer traktionsfördernden Verbindung auf die Rennstrecke. Sobald die Veranstaltung beginnt, wird die Hauptmannschaft durch zusätzliche Mitarbeiter verstärkt, um die Strecke jeden Morgen vorzubereiten und sie vor, während und nach jeder Rennsitzung in optimalem Zustand zu halten.
Bei jedem Rennen der NHRA-Tour steht zu jeder Zeit ein volles Team von „EMTs“ (Emergency medical technician/dt.: Notfallsanitäter) zur Verfügung. Diese EMTs stammen normalerweise aus der Stadt oder dem County (Landkreis), in dem die Veranstaltung stattfindet, sind also gut vernetzt. Sie werden von der NHRA für die Dauer der Veranstaltung engagiert und für ihre Zeit und ihren Aufwand entschädigt. An der Strecke stehen auch Rettungshubschrauber zur Verfügung, mit denen schwerverletzte Personen bei Bedarf in örtliche Krankenhäuser oder Traumazentren gebracht werden können.

## NHRA Meisterschaften

### NHRA Championship Drag Racing Series

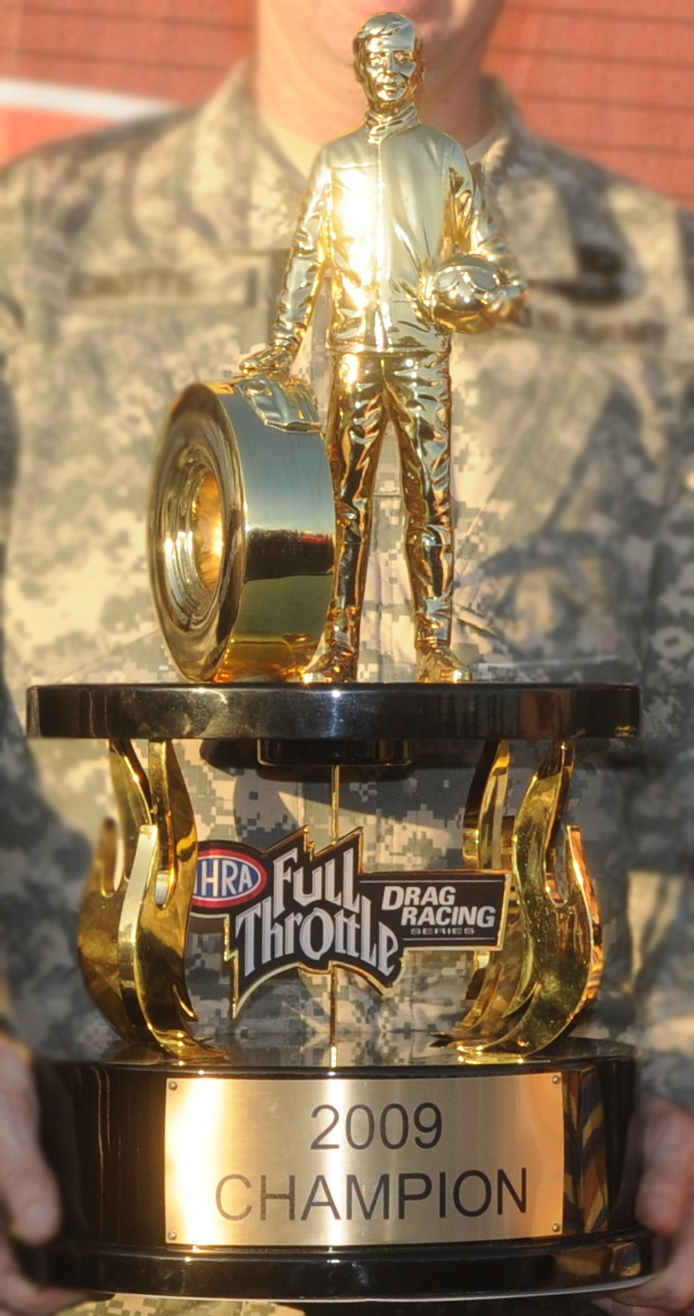
Gewinner von NHRA-Rennen erhalten statt eines im Motorsport sonst üblichen Pokals eine Statuette zu Ehren des Gründers Wally Parks. Diese Trophäe trägt allgemein den Spitznamen „The Wally“ und gilt als die begehrteste, prestigeträchtigste Auszeichnungen im Drag Racing. Im Bild die „Trophy“ für den Gesamtsieg 2009 in der Klasse Top Fuel (Tony Schumacher).

Bis 1974 wurde der Champion durch den Gewinn der „World Finals“ ermittelt. Ab 1975 begann eine auf Punkten basierende Serienwertung, die unter dem Namen des jeweiligen Hauptsponsors stattfand. Von 1975 bis 2000 war die amerikanische Zigarettenmarke Winston titelgebender Sponsor. Danach trat der Getränkehersteller Coca-Cola mit wechselnden Marken an: von 2001 bis 2008 mit Powerade, von 2009 bis 2012 mit Full Throttle und von 2013 bis 2019 mit Mello Yello. 2020 beendete Coca-Cola das Sponsoring und wurde daraufhin von der NHRA verklagt. Für das Jahr 2021 wurde Camping World (eine Einzelhandelskette für Freizeitfahrzeuge, Wohnmobilzubehör) als neuer Titelsponsor angekündigt.
In der sogenannten TOP DIVISION (NHRA Championship Drag Racing Series) werden vier Pro-Klassen ausgefahren: Top Fuel Dragster, Funny Car (Top Fuel), Pro Stock und Pro Stock Motorcycle.
| Jahr | Top Fuel          | Funny Car       | Pro Stock            | Pro Stock Motorcycle |
| ---- | ----------------- | --------------- | -------------------- | -------------------- |
| 1965 | Maynard Rupp      |                 |                      |                      |
| 1966 | Pete Robinson     | Ed Schartman    |                      |                      |
| 1967 | Bennie Osborn     |                 |                      |                      |
| 1968 | Bennie Osborn     |                 |                      |                      |
| 1969 | Steve Carbone     |                 |                      |                      |
| 1970 | Ronnie Martin     | Gene Snow       | Ronnie Sox           |                      |
| 1971 | Gerry Glenn       | Phil Castronovo | Mike Fons            |                      |
| 1972 | Jim Walther       | Larry Fullerton | Bill Jenkins         |                      |
| 1973 | Jerry Ruth        | Frank Hall      | Wayne Gapp           |                      |
| 1974 | Gary Beck         | Shirl Greer     | Bob Glidden          |                      |
| 1975 | Don Garlits       | Don Prudhomme   | Bob Glidden          |                      |
| 1976 | Richard Tharp     | Don Prudhomme   | Larry Lombardo       |                      |
| 1977 | Shirley Muldowney | Don Prudhomme   | Don Nicholson        |                      |
| 1978 | Kelly Brown       | Don Prudhomme   | Bob Glidden          |                      |
| 1979 | Rob Bruins        | Raymond Beadle  | Bob Glidden          |                      |
| 1980 | Shirley Muldowney | Raymond Beadle  | Bob Glidden          |                      |
| 1981 | Jeb Allen         | Raymond Beadle  | Lee Shepherd         |                      |
| 1982 | Shirley Muldowney | Frank Hawley    | Lee Shepherd         |                      |
| 1983 | Gary Beck         | Frank Hawley    | Lee Shepherd         |                      |
| 1984 | Joe Amato         | Mark Oswald     | Lee Shepherd         |                      |
| 1985 | Don Garlits       | Kenny Bernstein | Bob Glidden          |                      |
| 1986 | Don Garlits       | Kenny Bernstein | Bob Glidden          |                      |
| 1987 | Dick LaHaie       | Kenny Bernstein | Bob Glidden          | Dave Schultz         |
| 1988 | Joe Amato         | Kenny Bernstein | Bob Glidden          | Dave Schultz         |
| 1989 | Gary Ormsby       | Bruce Larson    | Bob Glidden          | John Mafaro          |
| 1990 | Joe Amato         | John Force      | Darrell Alderman     | John Meyers          |
| 1991 | Joe Amato         | John Force      | Darrell Alderman     | Dave Schultz         |
| 1992 | Joe Amato         | Cruz Pedregon   | Warren Johnson       | John Meyers          |
| 1993 | Eddie Hill        | John Force      | Warren Johnson       | Dave Schultz         |
| 1994 | Scott Kalitta     | John Force      | Darrell Alderman     | Dave Schultz         |
| 1995 | Scott Kalitta     | John Force      | Warren Johnson       | John Meyers          |
| 1996 | Kenny Bernstein   | John Force      | Jim Yates            | Dave Schultz         |
| 1997 | Gary Scelzi       | John Force      | Jim Yates            | Matt Hines           |
| 1998 | Gary Scelzi       | John Force      | Warren Johnson       | Matt Hines           |
| 1999 | Tony Schumacher   | John Force      | Warren Johnson       | Matt Hines           |
| 2000 | Gary Scelzi       | John Force      | Jeg Coughlin Jr.     | Angelle Sampey       |
| 2001 | Kenny Bernstein   | John Force      | Warren Johnson       | Angelle Sampey       |
| 2002 | Larry Dixon       | John Force      | Jeg Coughlin Jr.     | Angelle Sampey       |
| 2003 | Larry Dixon       | Tony Pedregon   | Greg Anderson        | Geno Scali           |
| 2004 | Tony Schumacher   | John Force      | Greg Anderson        | Andrew Hines         |
| 2005 | Tony Schumacher   | Gary Scelzi     | Greg Anderson        | Andrew Hines         |
| 2006 | Tony Schumacher   | John Force      | Jason Line           | Andrew Hines         |
| 2007 | Tony Schumacher   | Tony Pedregon   | Jeg Coughlin Jr.     | Matt Smith           |
| 2008 | Tony Schumacher   | Cruz Pedregon   | Jeg Coughlin Jr.     | Eddie Krawiec        |
| 2009 | Tony Schumacher   | Robert Hight    | Mike Edwards         | Hector Arana         |
| 2010 | Larry Dixon       | John Force      | Greg Anderson        | L.E. Tonglet         |
| 2011 | Del Worsham       | Matt Hagan      | Jason Line           | Eddie Krawiec        |
| 2012 | Antron Brown      | Jack Beckman    | Allen Johnson        | Eddie Krawiec        |
| 2013 | Shawn Langdon     | John Force      | Jeg Coughlin Jr.     | Matt Smith           |
| 2014 | Tony Schumacher   | Matt Hagan      | Erica Enders-Stevens | Andrew Hines         |
| 2015 | Antron Brown      | Del Worsham     | Erica Enders-Stevens | Andrew Hines         |
| 2016 | Antron Brown      | Ron Capps       | Jason Line           | Jerry Savoie         |
| 2017 | Brittany Force    | Robert Hight    | Bo Butner            | Eddie Krawiec        |
| 2018 | Steve Torrence    | J.R. Todd       | Tanner Gray          | Matt Smith           |
| 2019 | Steve Torrence    | Robert Hight    | Erica Enders-Stevens | Andrew Hines         |
| 2020 | Steve Torrence    | Matt Hagan      | Erica Enders-Stevens | Matt Smith           |
| 2021 | Steve Torrence    | Ron Capps       | Greg Anderson        | Matt Smith           |
| 2022 | Brittany Force    | Ron Capps       | Erica Enders         | Matt Smith           |
| 2023 | Doug Kalitta      | Matt Hagan      | Erica Enders         | Gaige Herrera        |

Quelle:

### NHRA Sportsman Drag Racing Series
Das Hauptaugenmerk der NHRA liegt zwar auf den PRO-Klassen, die in der landesweiten Top Division antreten, aber die Mehrheit der Dragster-Fahrer sind Amateure (Sportsman). Rennfahrer dieser Kategorie müssen Mitglieder der NHRA sein, die Beiträge zahlen müssen, bevor sie an einer NHRA-Veranstaltung teilnehmen dürfen.
In der NHRA sind die Fahrer von mehr als einem Dutzend der sogenannten Sportsman-Klassen organisiert: Schneemobil, verschiedene Motorradklassen (meist E.T.-Klassen), Junior Dragster, Super Street, Super Gas, Stock Eliminator, Super Stock, Competition Eliminator, Super Comp, Top Sportsman, Top Dragster, Pro Modified, Top Alcohol Funny Car (in Europa Top Methanol FC) und Top Alcohol Dragster (in Europa Top Methanol Dragster). Alle Klassen außer Snowmobile und einige Bike-klassen treten regelmäßig bei nationalen NHRA-Veranstaltungen an. Diese Rennen zählen zu verschiedenen Meisterschaftswertungen wie der Lucas Oil Drag Racing Series, der Summit Racing Equipment Racing Series und der NHRA Jr. Drag Racing League.
Die NHRA Sportsman Drag Racing Series besteht aus sieben „Divisions“: Northeast, Southeast, North Central, South Central, West Central, Northwest, und Pacific. Seit 2012 treten die Klassen Top Alcohol Dragster und Top Alcohol Funny Car in vier neu geschaffenen Regionen an: East, North Central, Central and West.
| Jahr | Top Alcohol Dragster | Top Alcohol Funny Car | Competition Eliminator | Super-Stock      | Stock             |
| ---- | -------------------- | --------------------- | ---------------------- | ---------------- | ----------------- |
| 1981 | Brian Raymer         | Frank Manzo           | Jeff Cunningham        | Charlie Taylor   | Jeff Taylor       |
| 1982 | Don Woosley          | Bob Gottschalk        | Norwin Palmer          | Keith Lynch      | Tex Miller        |
| 1983 | Darrell Gwynn        | Fred Mandoline        | Coleman Roddy          | Keith Lynch      | Jim Hughes        |
| 1984 | Bill Walsh           | Brad Anderson         | Coleman Roddy          | Chuck Gallagher  | Alan Peters       |
| 1985 | Bill Walsh           | Brad Anderson         | Bill Maropulos         | Dave Boertman    | Tim Ekstrand      |
| 1986 | Bill Walsh           | Brad Anderson         | Vinny Barone           | Delmer Wood      | Al Corda          |
| 1987 | Denny Lucas          | Pat Austin            | Bill Maropulos         | Jim Boburka      | Jim Waldo         |
| 1988 | Mike Troxel          | Pat Austin            | Garley Daniels         | Jeff Taylor      | Sammy Pizzolato   |
| 1989 | Tom Conway           | Brad Anderson         | Bob Kaiser             | Jim Boburka      | Jim Hughes        |
| 1990 | Blaine Johnson       | Pat Austin            | David Rampy            | Greg Stanfield   | Don Keen          |
| 1991 | Blaine Johnson       | Pat Austin            | David Nickens          | Jeff Taylor      | John Calvert      |
| 1992 | Blaine Johnson       | Bob Newberry          | Steve Johns            | Greg Stanfield   | Chad Guilford     |
| 1993 | Blaine Johnson       | Randy Anderson        | Bill Maropulos         | Greg Stanfield   | Jason Line        |
| 1994 | Tom Conway           | Randy Anderson        | Jeff Krug              | Greg Stanfield   | Harvey Emmons III |
| 1995 | Jay Payne            | Joe Pendland          | Sal Biondo             | Mike Saye        | Chuck Rayburn     |
| 1996 | Bobby Taylor         | Tony Bartone          | Bo Nickens             | Peter Biondo     | Scotty Richardson |
| 1997 | Rick Santos          | Frank Manzo           | Andy Manna Jr.         | Jimmy DeFrank    | Al Corda          |
| 1998 | Rick Santos          | Frank Manzo           | Bob Andrews            | Dan Fletcher     | Jeff Hefler       |
| 1999 | Rick Santos          | Frank Manzo           | Andy Manna Jr.         | Jimmy DeFrank    | Don Little        |
| 2000 | Rick Santos          | Frank Manzo           | Jerry Arnold           | Peter Biondo     | Edmond Richardson |
| 2001 | Rick Santos          | Frank Manzo           | Don Stratton           | Dan Fletcher     | Kevin Helms       |
| 2002 | Arthur Gallant       | Frank Manzo           | Mike Saye              | Anthony Bertozzi | Kevin Helms       |
| 2003 | Alan Bradshaw        | Frank Manzo           | Dean Carter            | Peter Biondo     | Kevin Helms       |
| 2004 | Mitch Myers          | Cy Chesterman         | Dean Carter            | Larry Stewart    | Lee Zane          |
| 2005 | Steve Torrence       | Bob Newberry          | Jeff Taylor            | Hugh Meeks       | Peter Biondo      |
| 2006 | Bill Reichert        | Frank Manzo           | Bo Butner              | Peter Biondo     | Randy Wilkes      |
| 2007 | Bill Reichert        | Frank Manzo           | Frank Aragona          | Darren Smith     | Michael Iacono    |
| 2008 | Bill Reichert        | Frank Manzo           | Dan Fletcher           | Ricky Decker     | Lee Zane          |
| 2009 | Bill Reichert        | Frank Manzo           | Bruno Massel           | Jimmy DeFrank    | Edmond Richardson |
| 2010 | Bill Reichert        | Frank Manzo           | Al Ackerman            | Ryan McClanahan  | Brad Burton       |
| 2011 | Duane Shields        | Frank Manzo           | Lou Ficco              | Jackie Alley     | Joseph Santangelo |
| 2012 | Jim Whiteley         | Frank Manzo           | Bruno Massel           | Jimmy DeFrank    | Brad Burton       |
| 2013 | Jim Whiteley         | Frank Manzo           | Alan Ellis             | Byron Worner     | Justin Lamb       |
| 2014 | Chris Demke          | Steve Harker          | David Rampy            | Peter Biondo     | Austin Williams   |
| 2015 | Joey Severance       | Jonnie Lindberg       | Craig Bourgeois        | Justin Lamb      | Kevin Helms       |
| 2016 | Joey Severance       | Jonnie Lindberg       | Doug Doll Jr.          | Jimmy DeFrank    | Jeff Strickland   |
| 2017 | Joey Severance       | Shane Westerfield     | David Rampy            | Justin Lamb      | Justin Lamb       |
| 2018 | Joey Severance       | Sean Bellemeur        | Frank Aragona Jr.      | Justin Lamb      | Brian McClanahan  |
| 2019 | Megan Meyer          | Sean Bellemeur        | Frank Aragona Jr.      | Vic Penrod       | Allison Doll      |
| 2020 | Megan Meyer          | Doug Gordon           | Craig Bourgeois        | Bryan Worner     | Jody Lang         |
| 2021 | Rachel Meyer         | Sean Bellemeur        | Bruno Massel Jr        | Greg Stanfield   | Jerry Emmons      |
| 2022 | Joey Severance       | Doug Gordon           | Ryan Priddy            | Peter D`Agnolo   | Jimmy Hidalgo Jr  |
| 2023 | Julie Nataas         | Doug Gordon           | Bruno Massel Jr        | Tyler Caheely    | Kyle Rizzoli      |

Quelle: